# 田部京子
田部 京子（たべ きょうこ、1967年3月26日 - ）は、日本のピアニスト。シューベルト弾きとしての顔も持ち、東京とベルリンを拠点に幅広く活動。北海道室蘭市出身。

## 略歴
4歳よりピアノを始め、田中希代子に認められ指導を受ける。東京藝術大学音楽学部附属音楽高等学校入学、田村宏に師事。1984年、高校在学中に第53回日本音楽コンクールに最年少で第1位に輝き一躍大器として大きな注目を集める。
東京藝術大学に進学。1988年より文化庁在外派遣研究員としてベルリン芸術大学に留学、クラウス・ヘルビッヒに師事。ベルリン芸術大学および同大学院を首席卒業。ドイツ国家演奏家資格取得。ベルリン留学中にエピナール国際ピアノコンクール第1位、アルトゥル・シュナーベル・コンクール第1位、ミュンヘン国際音楽コンクール（ARD）第3位と数々の国際コンクールで輝かしい成績を収める。
1997年4月にはカーネギーホール主催によりワイル・リサイタルホールにおいてニューヨーク・デビューを飾る。1990年から国内で本格的な演奏活動を開始し、全国各地でのリサイタル、主要オーケストラとの共演も多数。吉松隆などの作曲家の新作ピアノ協奏曲の初演も行っている。アルバン・ベルク弦楽四重奏団などから日本ツアーの共演者として指名されている。
レコーディング活動も活発で、日本コロムビア（DENON）、英国シャンドス（Chandos）より、合わせて20枚以上がリリースされている。2008年」は、カルミナ四重奏団と共演したシューベルトのピアノ五重奏曲「ます」（コントラバス：ペトル・イウガ）とシューマンのピアノ五重奏曲の録音で、音楽之友社主催の第48回レコード・アカデミー大賞の室内楽部門賞を受賞。ほかに村松賞（音楽部門大賞）、第4回日本製鉄音楽賞などを受賞。
上野学園大学教授、日本音楽コンクール審査員、桐朋学園大学院・特別招聘教授などを務め、現在は桐朋学園大学院大学教授として後進の指導に当たる。